# Río Cañas (Caguas)
Río Cañas es un barrio ubicado en el municipio de Caguas en el Estado Libre Asociado de Puerto Rico. En el Censo de 2010 tenía una población de 9683 habitantes y una densidad poblacional de 701,17 personas por km².

## Geografía
Río Cañas se encuentra ubicado en las coordenadas 18°17′2″N 66°2′49″O / 18.28389, -66.04694. Según la Oficina del Censo de los Estados Unidos, Río Cañas tiene una superficie total de 13.81 km², de la cual 13.61 km² corresponden a tierra firme y (1.44%) 0.2 km² es agua.

## Demografía
Según el censo de 2010, había 9683 personas residiendo en Río Cañas. La densidad de población era de 701,17 hab./km². De los 9683 habitantes, Río Cañas estaba compuesto por el 75.83% blancos, el 11.99% eran afroamericanos, el 0.89% eran amerindios, el 0.17% eran asiáticos, el 6.95% eran de otras razas y el 4.17% pertenecían a dos o más razas. Del total de la población el 98.34% eran hispanos o latinos de cualquier raza.